# J002E3
J002E3 — обозначение, данное предположительному астероиду, обнаруженному астрономом-любителем Уильямом Ёном 3 сентября 2002 года. Дальнейшие исследования показали, что объект не является каменным астероидом, а представляет собой третью ступень (S-IVB) ракеты Сатурн-5 экспедиции Аполлон-12.

## Описание
Вычисленная сразу после обнаружения орбита оказалась геоцентрической, что сразу привлекло внимание астрономов. Согласно текущим представлениям, любой сколь-нибудь массивный объект будет вытолкнут с околоземной орбиты за счёт пертурбаций, вызванных системой из Земли, Луны и Солнца. Таким образом, объект должен был быть захвачен притяжением Земли совсем недавно.
Исследования спектра астрономами из Аризонского университета выявили наличие на внешней поверхности объекта диоксида титана, используемого в белой краске, которой НАСА покрывали ракеты Сатурн-5. Ретроспективный анализ орбиты объекта показал, что он обращался вокруг Солнца 31 год и последний раз он находился в окрестностях Земли в 1971 году. Наиболее близким к этому году полётом был Аполлон-14, однако НАСА точно знает судьбу всех частей комплекса (в частности, третья ступень ракеты была сознательно обрушена на Луну для изучения прохождения сейсмических волн сквозь верхние слои коры).
Единственным правдоподобным объяснением феномена J002E3 может служить третья ступень Сатурна-5 экспедиции Аполлон-12. Изначально предполагалось, что она будет выведена на гелиоцентрическую орбиту, однако из-за нештатного пуска двигателей S-IVB прошла вблизи Луны 18 ноября 1969 года и осталась на квазистабильной геоцентрической орбите.
Объект J002E3 покинул земную орбиту в июне 2003 года, в дальнейшем он может вернуться приблизительно в 2032 году.